# 坂町立坂小学校
坂町立坂小学校（さかちょうりつ さかしょうがっこう）は、広島県安芸郡坂町にある公立小学校。
学校では、小中学校が連携して、礼節を基本とした教育を進めている。この学校のマスコットキャラクターはさかっぱ小太郎。
この学校では今は設置が減っている飼育小屋や百葉箱がある、歴史を感じる学校である。

## 沿革
坂町立坂小学校の「学校の沿革」より
- 1872年（明治5年）- 坂小学校のもととなる西基館の開校
- 1881年（明治14年）- 坂小学校に改称する
- 1887年（明治20年）- 坂簡易科小学校に改称。さらに同年に坂簡易小学校と再改称する
- 1891年（明治24年）- 坂尋常小学校と改称する
- 1901年（明治34年）- 新校舎落成式を行う
- 1907年（明治40年）- 校歌を制定する
- 1908年（明治41年）- 新校舎に移転する
- 1934年（昭和9年）- 新校舎の上棟式と運動場の落成式を行う
- 1941年（昭和16年）- 国民学校令により坂国民学校と改称する
- 1942年（昭和17年）- 講堂の落成式を行う
- 1949年（昭和24年）- 給食施設の起工式を行う
- 1950年（昭和25年）- 町制施行により坂町立坂小学校に改称する
- 1968年（昭和43年）- 新校舎の落成式を行う
- 2013年（平成25年）- 特別支援学級（通称タンポポ学級）を新設する
- 2014年（平成26年）- 特別支援学級（自閉症・情緒学級）を新設する
- 2015年（平成27年）- マスコットキャラクターの坂っぱ小たろうの銅像の設置する
- 2016年（平成28年）- 通級指導教室（あさがお教室）を新設。広島県体力つくり奨励賞受賞する
- 2017年（平成29年）- キャリア教育優良学校文部科学大臣表彰する

## 通学区域
- 坂町[3]
  - 坂東一丁目 - 四丁目、坂西一丁目 - 四丁目（坂西一丁目6番街区 - 8番街区を除く）
  - 北新地一丁目 - 四丁目、平成ヶ浜一丁目 - 二丁目

## 進学先中学校
- 坂町立坂中学校[3]